# Polnischer Filmpreis/Beste Nebendarstellerin

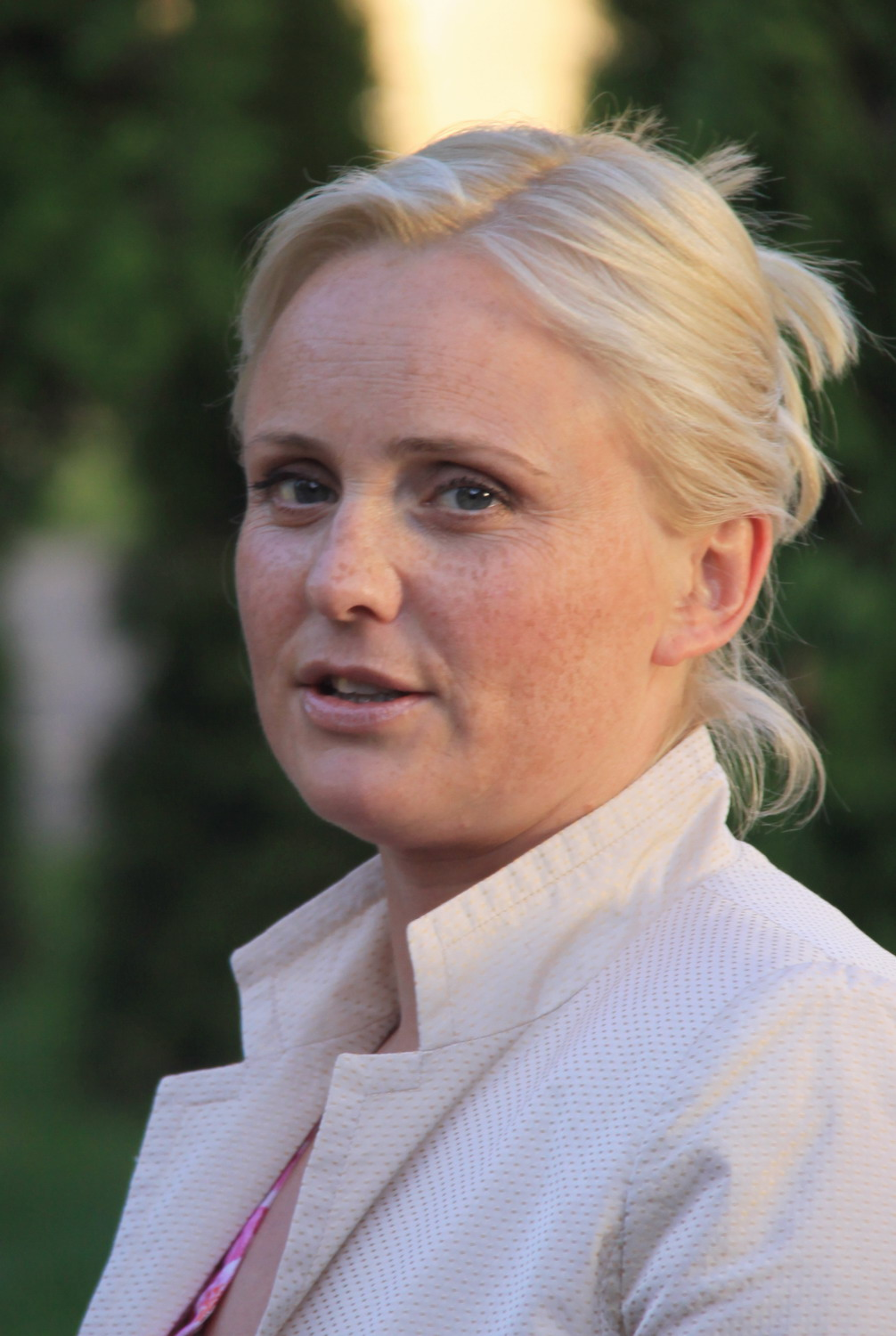
Kinga Preis wurde viermal ausgezeichnet (Foto von 2010)

Polnischer Filmpreis: Beste Nebendarstellerin (Najlepsza drugoplanowa rola kobieca)
Gewinner und Nominierte in der Kategorie Beste Nebendarstellerin. Die Kategorie wurde bei der zweiten Verleihung des Polnischen Filmpreises im Jahr 2000 eingeführt. Ein Film qualifiziert sich in dem der Preisverleihung vorhergehenden Jahr, wenn er zwischen dem 1. Januar und 31. Dezember mindestens sieben Tage in einem öffentlichen Kino gegen Entgelt gezeigt wurde.
| Statistik                         | Name         | Anzahl | Jahr                                                           |
| --------------------------------- | ------------ | ------ | -------------------------------------------------------------- |
| Häufigste Auszeichnungen          | Kinga Preis  | 4      | 2003, 2012, 2016, 2021                                         |
| Häufigste Nominierungen           | Kinga Preis  | 11     | 2000, 2001, 2003, 2005, 2011, 2012 (2×), 2015 (2×), 2016, 2021 |
| Häufigste Nominierungen ohne Sieg | Agata Buzek  | 3      | 2003, 2017, 2020                                               |
| Häufigste Nominierungen ohne Sieg | Izabela Kuna | 3      | 2009, 2013, 2017                                               |

## 2000er Jahre

### 2000
Ewa Wiśniewska – Mit Feuer und Schwert (Ogniem i mieczem)
Stanisława Celińska – Fuks
Kinga Preis – Poniedziałek
Danuta Szaflarska – Egzekutor
Danuta Szaflarska – Tydzień z życia mężczyzny

### 2001
Krystyna Feldman – To ja, złodziej
Katarzyna Figura – Zakochani
Monika Krzywkowska – Życie jako śmiertelna choroba przenoszona drogą płciową
Zofia Kucówna – Syzyfowe prace
Kinga Preis – Wrota Europy

### 2002
Stanisława Celińska – Pieniądze to nie wszystko
Olga Frycz – Edges of the Lord – Verlorene Kinder des Krieges (Edges of the Lord)
Olga Frycz – Weiser
Małgorzata Rożniatowska – Tereska (Cześć Tereska)

### 2003
Kinga Preis – Wtorek
Agata Buzek – Zemsta
Maureen Lipman – Der Pianist (The Pianist)
Beata Schimscheiner – Anioł w Krakowie
Janina Traczykówna – Der Tag eines Spinners (Dzień świra)

### 2004
Dominika Ostałowska – Warschau (Warszawa)
Małgorzata Foremniak – Zmróż oczy
Natalia Rybicka – Żurek

### 2005
Iwona Bielska – Eine Hochzeit und andere Kuriositäten (Wesele)
Dorota Kamińska – Pręgi
Kinga Preis – Symetria

### 2006
Małgorzata Braunek – Tulipany
Anna Dymna – Skazany na bluesa
Edyta Jungowska – Jestem

### 2007
Ewa Wencel – Plac Zbawiciela
Jadwiga Jankowska-Cieślak – Co słonko widziało
Anna Romantowska – Statyści

### 2008
Danuta Stenka – Das Massaker von Katyn (Katyń)
Stanisława Celińska – Południe-Północ
Krystyna Tkacz – Parę osób, mały czas

### 2009
Danuta Szaflarska – Ile waży koń trojański?
Małgorzata Hajewska-Krzysztofik – 33 Szenen aus dem Leben (33 sceny z życia)
Izabela Kuna – 33 Szenen aus dem Leben (33 sceny z życia)

## 2010er Jahre

### 2010
Anna Polony – Rewers
Krystyna Janda – Rewers
Sonia Bohosiewicz – Wojna polsko-ruska

### 2011
Stanisława Celińska – Joanna
Magdalena Cielecka – Wenecja
Kinga Preis – Joanna

### 2012
Kinga Preis – In Darkness (W ciemności)
Roma Gąsiorowska – Suicide Room (Sala samobójców)
Kinga Preis – Róża

### 2013
Joanna Kulig – Das bessere Leben (Elles)
Sonia Bohosiewicz – Obława
Izabela Kuna – Drogówka

### 2014
Anna Nehrebecka – In meinem Kopf ein Universum (Chce się żyć)
Joanna Kulig – Nieulotne
Marta Nieradkiewicz – Tiefe Wasser (Płynące wieżowce)

### 2015
Kinga Preis – Pod mocnym aniołem
Karolina Gruszka – Pani z przedszkola
Kinga Preis – Bogowie

### 2016
Anna Dymna – Excentrycy, czyli po słonecznej stronie ulicy
Ewa Dałkowska – Body (Ciało)
Kinga Preis – Sirenengesang (Córki dancingu)

### 2017
Agata Kulesza – Jestem mordercą
Agata Buzek – Niewinne
Izabela Kuna – Sommer 1943 – Das Ende der Unschuld (Wołyń)

### 2018
Agnieszka Suchora – Cicha noc
Karolina Gruszka – Ach śpij kochanie
Bronisława Zamachowska – Powidoki

### 2019
Aleksandra Konieczna – Jak pies z kotem
Agata Kulesza – Cold War – Der Breitengrad der Liebe (Zimna wojna)
Gabriela Muskała – 7 uczuć

## 2020er Jahre

### 2020
Eliza Rycembel – Corpus Christi (Boże Ciało)
Jowita Budnik – Ikar. Legenda Mietka Kosza
Agata Buzek – Córka trenera
Katarzyna Smutniak – Słodki koniec dnia
Marta Żmuda Trzebiatowska – Mowa ptaków

### 2021
Kinga Preis – The Hater (Sala samobójców. Hejter)
Agata Kulesza – The Hater (Sala samobójców. Hejter)
Magdalena Różczka – 25 Jahre Unschuld (25 lat niewinności. Sprawa Tomka Komendy)
Maria Sobocińska – Wszystko dla mojej matki
Danuta Stenka – The Hater (Sala samobójców. Hejter)

### 2022
Ewa Wiśniewska – Zupa nic
Jowita Budnik – Wszystkie nasze strachy
Anna Dymna – Amatorzy
Agnieszka Grochowska – Ungesühnte Schläge (Zeby nie bylo sladów)
Aleksandra Konieczna – Ungesühnte Schläge (Zeby nie bylo sladów)
Agata Kulesza – Wesele